# Petr Bárta
Petr Bárta (20. února 1942 Olomouc – 2008) byl český publicista, novinář a cestovatel.

## Expedice
Petr Bárta se účastnil dvou expedic. V roce 1968 se jako zpravodaj účastnil Expedice Lambaréné, která vezla vozem Tatra 138 zdravotnický materiál do nemocnice Alberta Schweitzera v africkém Gabonu. V letech 1987–1990 se pak jako specialista na propagaci účastnil expedice Tatra kolem světa. V rámci této cesty byl i fotografem expedice a vedl také palubní deník. Zajímavostí je, že se na obou expedicích podílel společně s kameramanem Jiřím Stöhrem.

## Publikace
Cestovní deník Petra Bárty z expedice Tatra kolem světa vyšel knižně pod názvem Tatra kolem světa. Cestopis vydalo v roce 1993 nakladatelství Univers Praha pod ISBN 80-901506-7-5.